# Musée archéologique Camil Visedo
Le musée archéologique Camil Visedo est situé à Alcoy, dans la province d'Alicante, dans la Communauté valencienne, en Espagne. Il occupe un bâtiment de style gothique valencien et renaissance, qui a été maison de ville entre les XVIe et XIXe siècles et qui plus tard a connu différentes utilisations, puis est devenu un musée consacré au patrimoine archéologique de la comarque de l'Alcoià.

## Bâtiment
Le bâtiment est en forme de « L » par réunion de deux bâtiments à angle droit.
La partie la plus ancienne de style gothique valencien possède une façade de pierre taillée dans laquelle s’ouvre un arc en plein cintre. La partie plus allongée correspond à l’édifice de style Renaissance et possède une galerie de cinq arches classiques, en bas, avec des colonnes de l’ordre toscan.
Les façades médiévale et renaissance se rejoignent à l’étage noble, avec trois balcons baroques et les armoiries d’Alcoy. L'escalier qui mène aux chambres supérieures est situé dans l’angle des deux immeubles.